# КВН-49

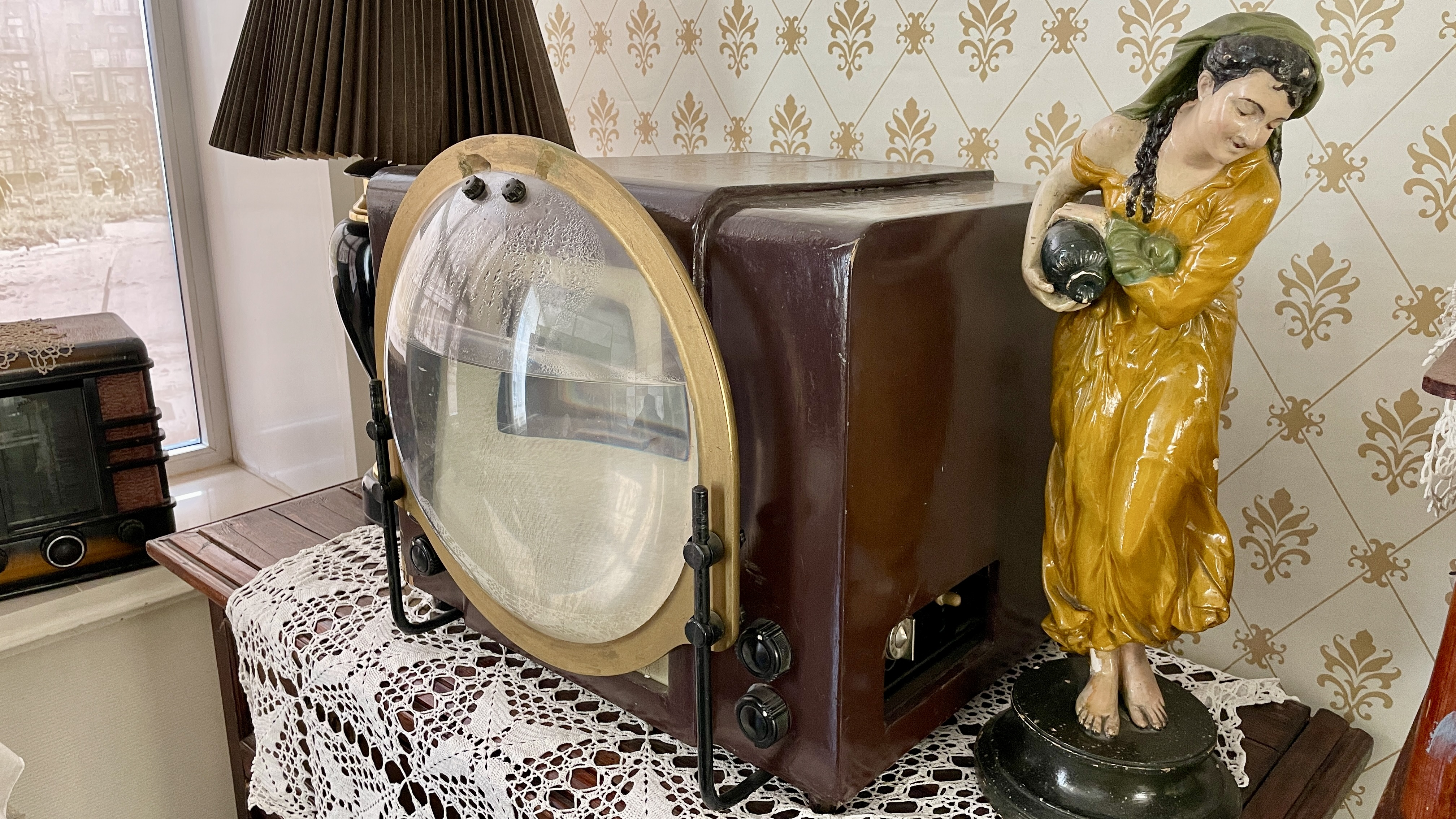
В экспозиции музея УЗТМ

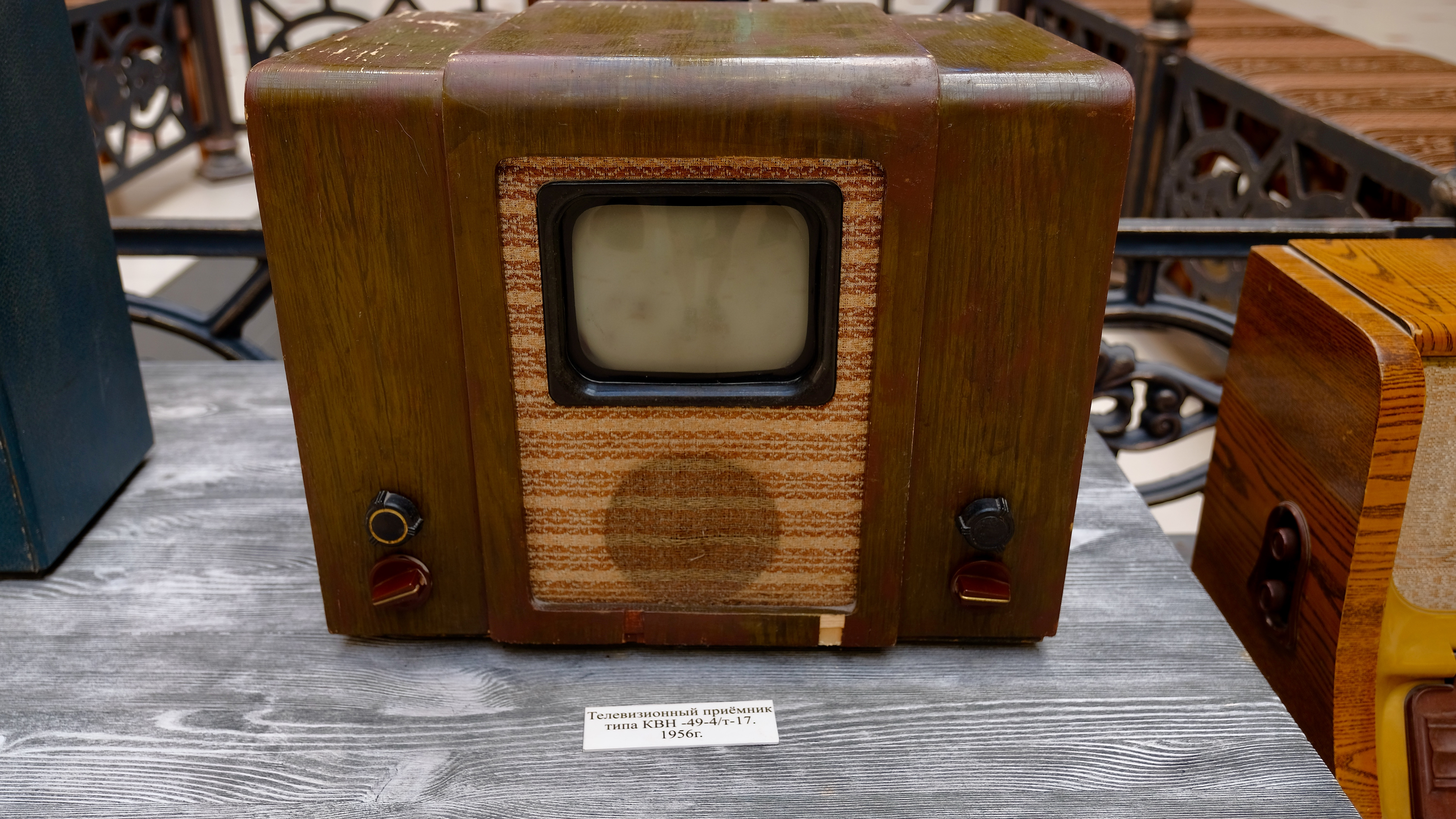
Модель КВН-49-4/т-17 в экспозиции музея Северская домна

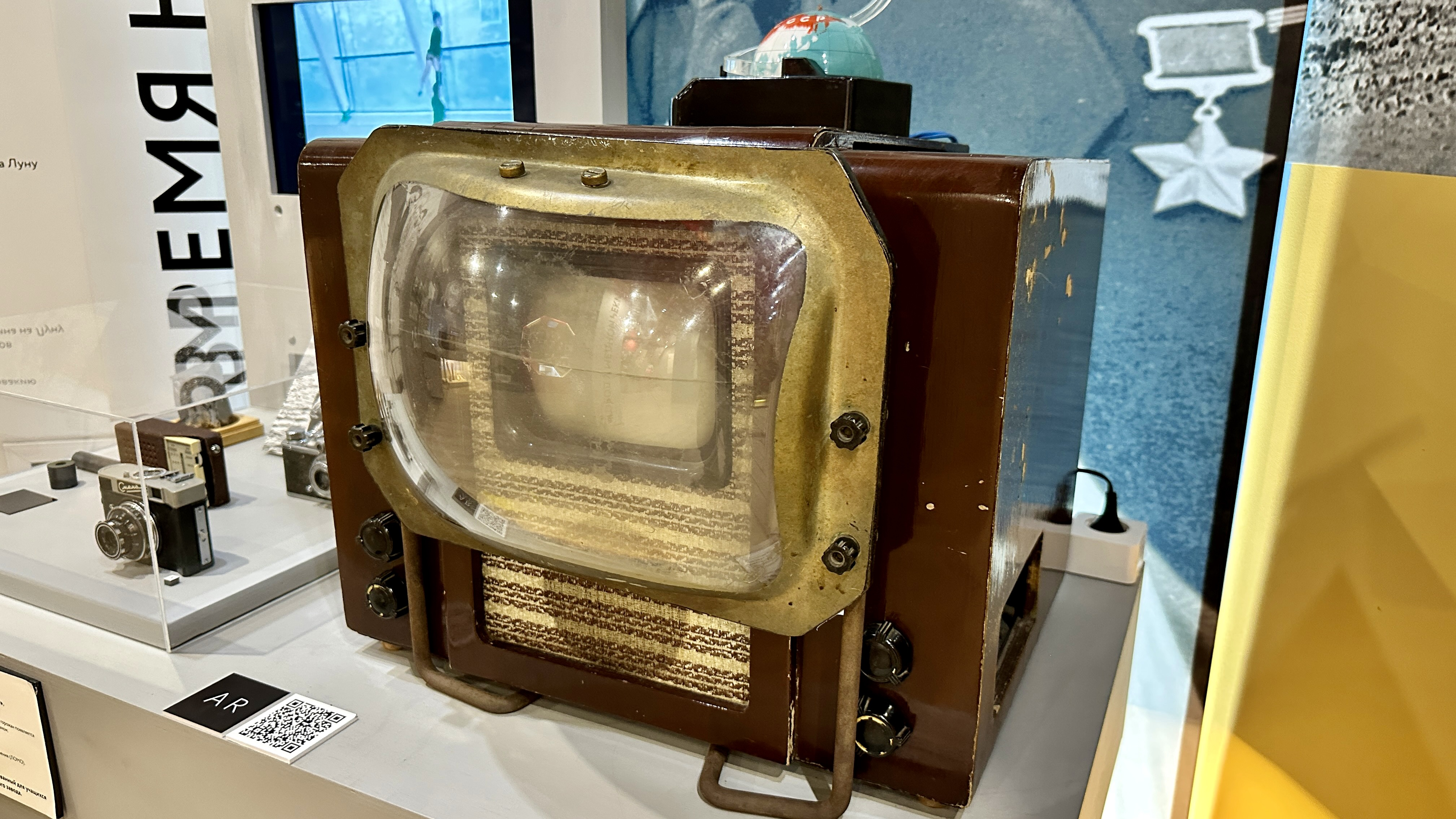
В экспозиции Верхнепышминского исторического музея

КВН-49 (аббревиатура от фамилий разработчиков Кенигсон, Варшавский, Николаевский, 1949 год) — чёрно-белый телевизор, выпускавшийся в СССР в различных модификациях с 1949 г. по 1962 г. Первый массовый телевизор в СССР и один из первых в мире, рассчитанных на стандарт разложения 625/50, принятый в Советском Союзе в 1945 году.

## История
В 1944 году в СССР была начата разработка стандарта чёрно-белого телевидения на 625 строк. 4 ноября 1948 года Московский телецентр на Шаболовке приступил к регулярному телевизионному вещанию по новому стандарту разложения изображения на 625 строк, который впоследствии стал общеевропейским.
Разработка первых телевизоров на 625 строк проводилась в ВНИИТ (город Ленинград) и координировали её М. Н. Товбин, В. А. Клибсон и главный инженер института А. В. Дубинин. В течение 1946—1948 годов группа инженеров в составе В. К. Кенигсона, Н. М. Варшавского и И. А. Николаевского при активном участии А. В. Дубинина создала телевизор «Т-1», получивший известность под аббревиатурой «КВН», составленной по первым буквам фамилий его основных конструкторов. В дальнейшем этот телевизор получил наименование «КВН-49», отражающее год начала производства.

## Производство
Телевизор был тщательно испытан и принят для крупносерийного производства Межведомственной комиссией во главе с главным инженером Московского телецентра С. В. Новаковским. В 1949 году к его массовому выпуску приступил Александровский радиозавод (АРЗ) под руководством директора завода М. М. Жулева. Впоследствии выпуск телевизоров этого типа был также налажен на заводах БРЗ, «Электросигнал» (Воронеж), «Маяк» (Киев), «Россия» (Ленинград), ВНИИТ (Ленинград), Московский радиозавод, «Квант» (Новгород) и других предприятиях. Часть телевизоров первых выпусков позволяла использовать два стандарта разложения: новый, на 625 строк, и старый, «немецкий» на 441 строку, использовавшийся в Ленинградском телецентре до мая 1951 года.
Всего до 1962 года включительно было выпущено 2,5 млн телевизоров КВН-49.

### Модернизация
В процессе производства в телевизор вносились различные усовершенствования. 
Большинство модернизаций было связано с добавлением и заменой ламп, поскольку изначальная схема телевизора в погоне за простотой и дешевизной была сделана чересчур примитивной. Внешне модификации телевизора неотличимы.
Список основных разновидностей телевизора:
- «КВН-49-1» — с 1948 по 1950 г.
- «КВН-49-А» — с 1950 по 1952 г.
- «КВН-49-Б» — с 1952 по 1955 г.
- «КВН-49-4» — с 1953 по 1958 г.
- «КВН-49-М» — с 1954 по 1955 г.
- «КВН-49-4(А)» 1 выпуск — с 1955 по 1959 г.
- «КВН-49-4(А)» 2 выпуск — с 1959 по 1960 г.

С 1962 года выпуск «КВН-49» на АРЗ был прекращён, и завод перешёл на производство унифицированного телевизора типа «Рекорд».

## Конструкция
Телевизор мог принимать три существовавших ТВ-канала с частотами несущих видеосигнала 49,75 МГц, 59,25 МГц и 77,25 МГц. Тип приёмника — одноканальный (нет отдельного ВЧ-тракта звука) приёмник прямого усиления, промежуточная частота канала звукового сопровождения получается в результате биений несущих частот изображения и звука. Такое решение позволило упростить устройство телевизора, в котором использовано всего 16 радиоламп. В ступенях усиления высокой частоты используются пентоды — шесть ламп 6AC7 (6Ж4) и 6AG7 (6П9) в выходном каскаде видеоусилителя.
В канале звукового сопровождения используются пентод 6SJ7 (6Ж8) — детектор, двойной триод 6Н7 (6Н7С) и лучевой тетрод 6V6 (6П6С) — предварительный и оконечный усилители. Номинальная выходная мощность — 1 Вт.

Одним из главных недостатков телевизора было низкое качество звука, сопровождавшегося шумами и хрипами. Это было следствием неудачной схемы звукового тракта, выбранной при проектировании.
В развёртке используются три лампы — двойные триоды — 6Н8М (6Н8С) для синхронизации, выходной каскад кадровой развёртки и задающий генератор строчной развёртки. В качестве выходной лампы строчной развёртки используется лучевой тетрод Г-807. Высоковольтный кенотрон 1Ц1 (1Ц1С) служит для выпрямления высокого напряжения питания анода кинескопа.

В выпрямителе питания применён кенотрон 5U4G (5Ц3С).
В телевизоре используется кинескоп ЛК-715А (в новом обозначении 18ЛК1Б) с круглым экраном диаметром 180 мм без ионной ловушки. Фокусировка и отклонение электронного луча осуществляются магнитными полями. В более поздних модификациях применялись кинескопы 18ЛК5Б. Фокусирующе-отклоняющая система (ФОС) состоит из трёх катушек: строчных, кадровых и фокусирующей. Размер изображения на экране кинескопа составляет 140×105 мм при горизонтальной чёткости 400 твл в центре экрана. Для увеличения размеров изображения завод выпускал отдельную приставную увеличительную стеклянную или пластмассовую линзу, наполняемую дистиллированной водой или глицерином.
Потребляемая от сети (110, 127, 220 В 50 Гц) мощность составляет для «КВН-49-А» и «КВН-49-Б» 216 Вт, для «КВН-49-4» — 200 Вт.
Габариты — 380×490×400 мм, масса — 29 кг.

## Народный телевизор
Телевизор «КВН-49» был весьма популярен у населения, и его по праву можно было назвать «народным телевизором». Около половины выпущенных телевизоров подвергались ремонту в течение гарантийного срока, в связи с чем в народе аббревиатуру «КВН», применительно к этому телевизору, расшифровывали как «купил — включил — не работает» или «крутил, вертел — не работает».
Название появившейся в 1961 году и существующей до сих пор передачи КВН («Клуб весёлых и находчивых») было аллюзией на марку наиболее популярного в те годы телевизора.